# Paradrillia alluaudi
Paradrillia alluaudi é uma espécie de gastrópode do gênero Paradrillia, pertencente a família Horaiclavidae.